# Tetanocera silvatica
Tetanocera silvatica är en tvåvingeart som beskrevs av Johann Wilhelm Meigen 1830. Tetanocera silvatica ingår i släktet Tetanocera och familjen kärrflugor. Arten är reproducerande i Sverige. Inga underarter finns listade i Catalogue of Life.